# Heinz Zimmermann (Radsportler)
Heinz Zimmermann ist ein ehemaliger deutscher Radsportler, der vor allem Querfeldeinrennen bestritt.

## Erfolge
Zimmermann war seit 1955 Mitglied der SC Wissenschaft Leipzig (später DHfK Leipzig). Begonnen hat er seine Laufbahn bei der BSG Motor Zittau. 1956 wurde er Dritter der DDR-Rundfahrt, die er mehrmals bestritt. Bei Rund um das Muldental war er 1956 erfolgreich.
1958 errang er in Erfurt den Titel des DDR-Meisters im Querfeldeinrennen. Daraufhin wurde er zur Teilnahme an der UCI-Weltmeisterschaft in Limoges nominiert und belegte im Titelrennen den 29. Platz.
Nach dem Ende seiner aktiven Radsportlaufbahn war Zimmermann als Lagerverwalter im VEB Herrenmode Seifhenners in Dresden tätig.